# 夏爾 (中土大陸)
夏爾（Shire）是作家托爾金在《魔戒》和其他著作所創造的中土大陸（Middle Earth）內的一個區域，主要居民為哈比人。夏爾位在中土大陸的北方，伊利雅德和雅諾王國之內。夏爾在西方通用語裡為Sûza或是Sûzat，在辛達林語中為i Drann。

## 地理

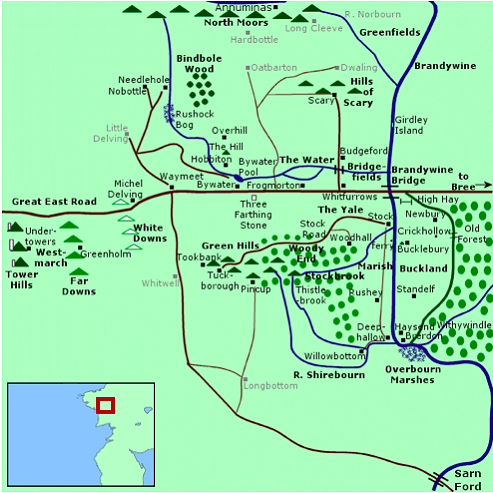
根據托爾金小說所描繪的夏爾地圖。

夏爾由東至西分成三個區域：雄鹿地、狹義夏爾和艾明貝瑞爾。

### 狹義夏爾
由圖克家族所統治，分為東西南北四區。

#### 東區
包含史塔克、巨木廳等區域，尊重雄鹿地領主的權威。

#### 西區
市政府（米丘窟）所在地。

#### 南區
菸葉產區。

#### 北區
魔戒中哈比主角的故鄉，包含哈比屯、綠丘鄉、臨水區等區域。

### 雄鹿地
由烈酒鹿家族所統治，使用特別的方言，與布理關係密切。

### 艾明貝瑞爾
伊力薩王賜予哈比人的領土，位於塔丘和夏爾西區間。

## 語言
當地哈比人使用的語言是中土世界（Middle Earth）的通用語（Common Speech）。

## 歷史

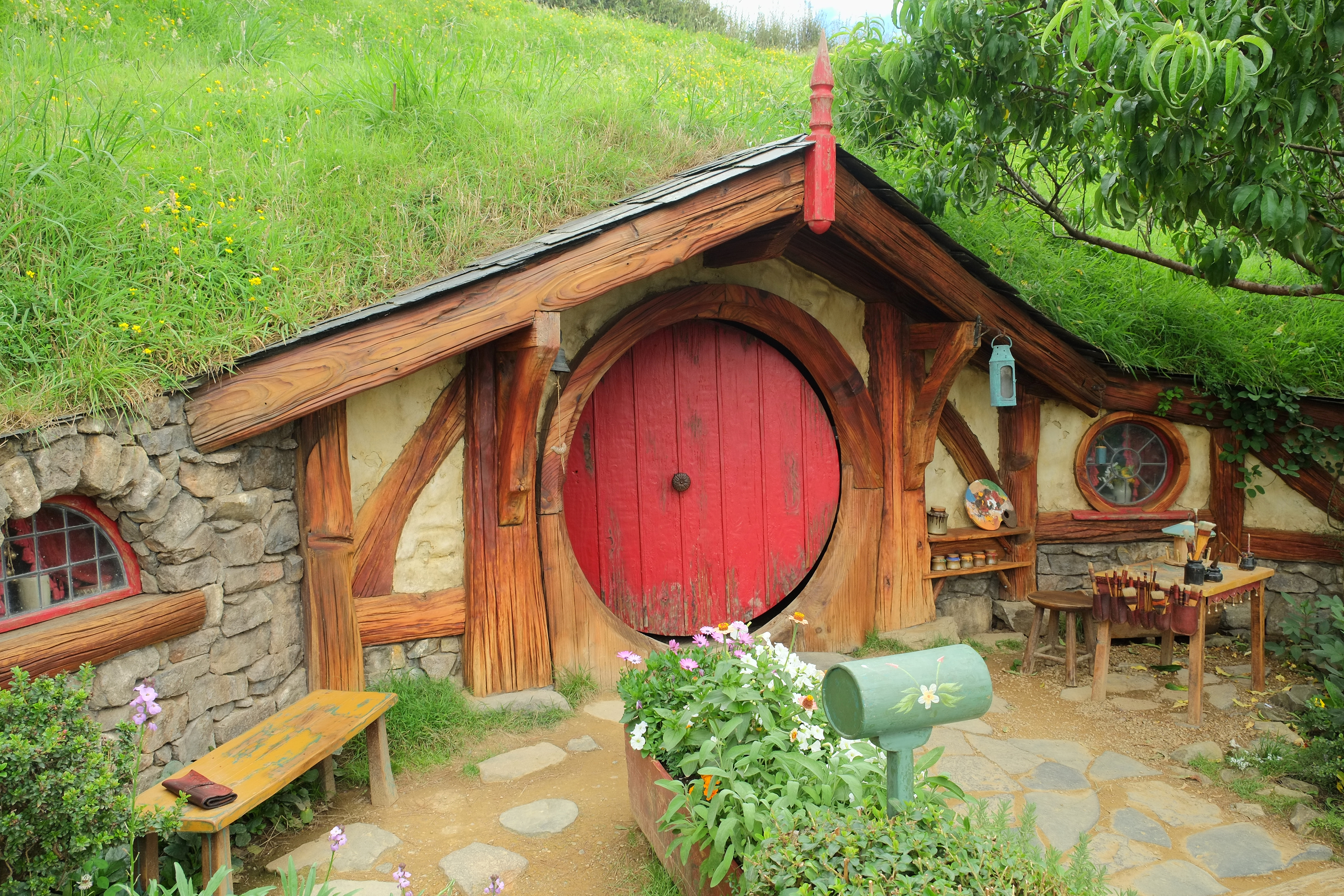
一個哈比人居住的洞穴。

在第三紀元1601年，哈比人開始定居在夏爾。這就是夏爾開墾紀元（夏墾）的開始，日後所有曆法都以此年為元年。
夏爾很少發生過戰爭，夏墾1147年因一群哥布林入侵夏爾，才發生了「綠原之戰」，班多布拉斯·圖克率眾驅離了敵人。之後哈比人始終在夏爾過著與世無爭、自給自足的優閒生活，遠離外界的紛擾，對於外界發生的事所知甚少、也毫無興趣。在第三紀元末期，中土大陸東方的黑暗魔君索倫開始派出手下搜索至尊魔戒的下落，為了防止邪惡勢力入侵夏爾，哈比人的守護者——灰袍巫師甘道夫令一群北方登丹遊俠在邊界看顧夏爾的安危。可以說哈比人的安逸自在都是這些游俠的奮鬥而換來的。
但在魔戒聖戰時期，遊俠們都去南方參戰，夏爾變得無人看守。使得從艾辛格敗退的巫師薩魯曼有機可乘，帶著一批手下入主了夏爾，奴役著哈比人，並大肆破壞夏爾的自然環境。戰後佛羅多·巴金斯等四個哈比人返鄉，發動了「臨水之戰」推翻薩魯曼的暴政，並開始復原夏爾的環境。

## 行政機構
夏爾地區的元首是領主，領主是夏爾議會的議長，也是夏爾民兵和義勇軍的將軍。但由於民兵和義勇軍都是在緊急時才會召集，所以領主的頭銜也就變成了單純名譽上的稱號。平時的首領是米丘窟的市長，或是稱作夏爾的市長，他同時兼任郵政總局局長和警察總長的工作，而警隊和郵政也是夏爾唯一提供的公共服務。在每七年夏至時舉辦的嘉年華會上選出夏爾市長。
警隊是夏爾維護秩序的執法人員，其主要工作為驅趕迷途的野獸，全夏爾共有十二名警長。

## 夏爾名人
- 比爾博·巴金斯（Bilbo Baggins），佛羅多·巴金斯的叔叔
- 佛羅多·巴金斯（Frodo Baggins）
- 皮聘（Peregrin Took "Pippin"），佛羅多的表親
- 梅里（Meriadoc Brandybuck "Merry"），佛羅多的親戚
- 山姆（Samwise Gamgee "Sam" ），佛羅多的園丁

## 靈感
夏爾的靈感可能源自於作者托爾金童年時曾住過的薩利洞磨坊；他曾在受訪時表示「夏爾很像我童年記事時所處的那個世界」。

## 電影改編

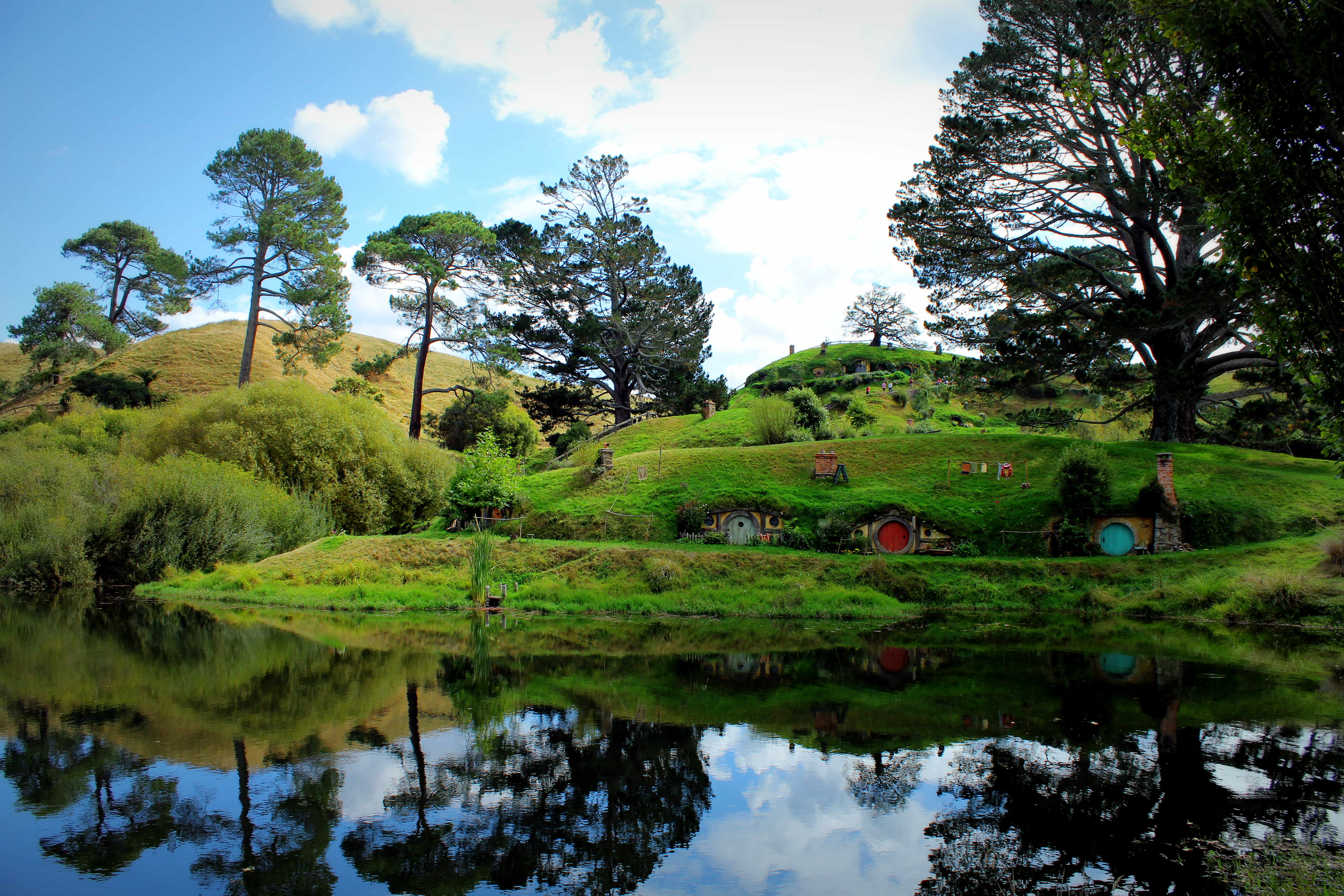
紐西蘭馬塔馬塔的哈比屯場景。

在彼得·傑克森執導的《魔戒電影三部曲》裡，夏爾出現於第一部《魔戒首部曲：魔戒現身》和第三部《魔戒三部曲：王者再臨》。1999年，拍攝團隊於紐西蘭的馬塔馬塔開始搭建夏爾哈比屯的場景，但隨著電影拍攝結束夏爾的場景也隨之拆除。不過由於魔戒電影系列的名氣，還是讓該地成為知名觀光景點。
2012年彼得·傑克森開始拍攝的魔戒前傳《哈比人電影系列》裡，夏爾再度出現在《哈比人：意外旅程》片頭和《哈比人：五軍之戰》結尾。夏爾取景地依舊在馬塔馬塔的同一處，由木材和石頭的堅固材質建造。在電影結束拍攝後，該處即作為永久的旅遊景點（Hobbiton Movie Set）開放給來自全球的遊客，為紐西蘭帶來觀光收入。

## 外部連結
- 夏爾 （页面存档备份，存于）在Tolkien Gateway上的條目（英文）
- 哈比村官網 （页面存档备份，存于） （英文）